# Журнал технической физики
«Журна́л техни́ческой фи́зики» (ЖТФ; англ. Technical Physics (Zhurnal Tekhnicheskoi Fiziki)) — один из старейших физических журналов СССР и России. Был основан А. Ф. Иоффе на основе издававшегося с 1924 года «Журнала прикладной физики» слиянием его с журналом «Физика и производство» в 1931 году (то eсть в тот же год, что и «Журнал экспериментальной и теоретической физики» и американский «Journal of Applied Physics», на который он похож по содержанию).
Начиная с 1956 года ЖТФ переводится на английский язык. В последние десятилетия выходит одновременно на двух языках. ISSN: 1063-7842 (бумажная версия) и 1090-6525 (электронная).
Адрес редколлегии: 194021, Санкт-Петербург, Политехническая ул., 26. Физико-технический институт имени А. Ф. Иоффе РАН.
В состав редколлегии на конец 2022 г. входили почти 40 учёных, в их числе академики РАН Е. Б. Александров, А. Г. Забродский (главный редактор), С. В. Медведев, Р. А. Сурис, В. В. Устинов, А. М. Шалагин и члены-корреспонденты В. В. Гусаров, Г. Г. Денисов, З. Ф. Красильник, С. А. Тарасенко, В. В. Тучин, Г. А. Шнеерсон. Длительное время (вплоть до своей кончины в 2019 г.) в редколлегии ЖТФ состоял лауреат Нобелевской премии Ж. И. Алфёров.